# Marian Fidler
Marian Fidler (* 27. Oktober 1736 in Wien; † 23. Februar 1802 in ebenda) war ein österreichischer Augustiner-Barfüßer und Herausgeber.

## Leben
Der 1736 in der Wiener Vorstadt Rossau geborene Andreas Fidler trat in das Kloster der unbeschuhten Augustinereremiten in Wien ein, wo er den Ordensnamen Marianus vom allerheiligsten Erlöser (a Santissimo Salvatore, du Saint Sauveur) erhielt und am 9. November 1754 die Gelübde ablegte. Am 3. September 1759 wurde er zum Priester geweiht. Zeitweise lebte er im Kloster Graz am Münzgraben (Münzgrabenkirche), später im Hofkloster in der Stadt Wien.
Er lehrte im Kloster griechische Literatur und beschäftigte sich mit kirchenhistorischen Arbeiten. Von Bedeutung ist er als Herausgeber der österreichischen Monasteriologie in neun Bänden unter dem Titel Austria sacra.

## Werke
- Austria sacra: Oesterreichische Hierarchie und Monasteriologie. Geschichte der ganzen österreichischen, weltlichen und klösterlichen Klerisey beyderley Geschlechtes aus den hinterlassenen Sammlungen des geheimen Reichshofkanzlei-Offizialen Joseph Wendt von Wendtenthal, 9 Bände. Wien, 1780–1788